# Aspidimorpha tibetana
Aspidimorpha tibetana là một loài bọ cánh cứng trong họ Chrysomelidae. Loài này được Swietojanska & Borowiec miêu tả khoa học năm 2006.